# ペット百科
『ペット百科』（ペットひゃっか）は、一部フジテレビ系列局で放送されていたフジテレビ製作のペット（主にネコ）を扱ったミニ番組。製作局のフジテレビでは1993年4月1日から2013年3月30日まで、アイシア（旧:大洋ペットフード→マルハペットフード）の提供で放送されていた。字幕・ステレオ放送。

## 放送時間の変遷
放送開始当初は帯番組として放送されていたが、2002年9月からは月曜日のみに放送されるようになった。2010年4月からは土曜日に放送されていた。
- 毎週月曜 - 金曜 10:25 - 10:30 （1993年4月1日（木） - 1994年1月7日（金））
- 毎週月曜 - 金曜 11:25 - 11:30 （1994年1月10日（月） - 2002年9月27日（金）） - 『妻たちの劇場』が終了し、『どうーなってるの?!』の放送枠が拡大したことに伴う。この期間まで帯番組として放送、以後は『FNNスピーク』の前座番組として放送。
- 毎週月曜 11:25 - 11:30 （2002年9月30日（月） - 2010年3月22日（月）） - 『子育てれび』の放送開始に伴う。
- 毎週土曜 11:40 - 11:45 （2010年4月3日（土） - 2012年3月31日（土）） - 『知りたがり!』の放送開始に伴う。同年3月27日放送分のみ13:15 - 13:20に放送。
- 毎週土曜 10:40 - 10:45 （2012年4月7日（土） - 2013年3月30日（土）） - 『チャンネル∑』との枠交換に伴う。

## 番組テーマ
帯番組時代のテーマは日替わりで、ネコのほかにイヌも取り上げていたが、月曜日のみの放送になってからはいろいろな家の飼い猫をその飼い主とのエピソードとともに紹介する「ネコたちの詩」のみに特化しているが、猫以外にも犬の鳴き声が入る逸見作曲の番組テーマは最終回までそのままだった。
- 犬の考え・ヒトの考え
- ネコものしり帳
- ネコたちの詩

## スタッフ
- 語り - 松尾佳子
- テーマ音楽 - 逸見良造作曲

## ネット局
フジテレビでは上記の時間帯、テレビ新広島では水曜22時54分から放送され、一時期自社製作番組以外では異例の中国電力の一社提供となっていた。秋田テレビは日曜9時55分、福井テレビでは火曜11時25分、さくらんぼテレビでは月曜10時50分（休止の場合あり）、富山テレビでは土曜12時55分に放送中。岩手めんこいテレビでも主に土・日曜に不定期で放送されている。アメリカでもフジテレビの日本語放送枠で随時放送中（フジサンケイ・コミュニケーションズ・インターナショナルのホームページを参照）。